# Hua pi
Hua pi (chiń. upr. 画皮; chiń. trad. 畫皮; pinyin Huà pí) – singapursko–chińsko–hongkoński film dramat filmowy fantasy z 2008 roku w reżyserii Gordona Chana.
Film promowała piosenka „Hua xin” (畫心), w wykonaniu Jane Zhang.

## Fabuła
2000 lat temu, na przełomie panowania dynastii Qin i Han, generał Wang Sheng (Kun Chen) w pogoni za bandą złodziei prowadzi swój oddział na pustynię. Ratuje Xiao Wei (Zhou Xun) oraz zabiera ją do swojego zamku. Jej uroda sprawia, że nikt jej nie podejrzewa, jest demonem w ludzkim wcieleniu. By utrzymać swoje piękno musi żywić się ludzkimi sercami, które pozyskiwać pomaga Xiao Yi (Qi Yuwu), zakochany w niej demon, który również potrafi przekształcać się w ludzką postać. W mieście wybucha panika po tym jak ludzie odnaleźli ludzkie zwłoki z wyrwanym sercem. Żonę generała Pei Ronga (Zhao Wei) martwi uczucie między nim a Wei. Pei Rong prosi o pomoc swojego szwagra, Pang Yonga (Donnie Yen) i niedoświadczoną łowczyni demonów, Xia Bing (Betty Sun). Każde z nich będzie musiało wybrać stronę dobra lub zła po której będą walczyć.

## Obsada
Źródło: Filmweb
- Kun Chen – Wang Sheng
- Donnie Yen – Pang Yong
- Zhao Wei – Pei Rong
- Zhou Xun – Xiao Wei
- David Leong – Xia Hou Xiang
- Qi Yuwu – Xiao Yi
- Betty Sun – Xia Bing
- Kim-Fai Che[2]

## Odbiór
Film w 2008 roku zarobił 33 451 656 w Chińskiej Republice Ludowej, 1 339 198 w Hongkongu, 1 025 372 w Singapurze, 727 966 w Korei Południowej 626 440 w Malezji oraz 257 343 dolarów amerykańskich w Republice Chińskiej.
W 2009 roku podczas 2. edycji Asian Film Awards Zhao Wei była nominowana do nagrody Asian Film Award w kategotii Best Actress a Bill Liu był nominowany w kategorii Best Production Designer. Film zdobył nagrodę Jury Award w kategorii Best Visual Effect podczas 17. edycji Beijing College Student Film Festival. Zhao Wei podczas chińskiego Golden Phoenix Awards zdobyła nagrodę Special Jury Award, którą przyznano jej również za rolę w filmach Yoru no shanghai, Trzy Królestwa, Chi bi xia: Jue zhan tian xia i Jian guo da ye. Jako film z Chin kontynentalnych, Hongkongu, Singapuru i Malezji zdobył nagrodę Huabiao Film Award w kategorii Outstanding Co-production Film podczas Huabiao Film Awards. Podczas 27. edycji Golden Rooster Awards Zhao Wei, Arthur Wong, Gordon Chan i Betty Sun byli nominowani w kategorii Best Actress, Best Cinematography, Best Director oraz Best Supporting Actress a Bill Lui i Jing-Ping Liu byli nominowani w kategorii Best Art Direction. Wei Tung, Zhou Xun, Po-ling Ng, Ikuro Fujiwara i Betty Sun byli nominowani do nagrody Hong Kong Film Award podczas 27. edycji Hong Kong Film Awards w kategorii Best Action Choreography, Best Actress, Best Costume & Make Up Design, Best Original Film Score i Best Supporting Actress. Wspólne nominacje otrzymali Jing-Ping Liu i Bill Lui w Best Art Direction, Gordon Chan, Ho Leung Lau i Abe Kwong w Best Screenplay, Kinson Tsang i Chi-Hung Lai w Best Sound Design i Yuen Fai Ng, Chas Chi-Shing Chau oraz Kai-Kwan Tam w Best Visual Effects, fil był nominowany w kategorii Best Picture. Arthur Wong zwyciężył w kategorii Best Cinematography, Ikuro Fujiwara, Chen Shaoqi i Jane Zhang byli nominowani w kategorii Best Original Film Song za utwór „Painted Heart”. W 2010 roku Kun Chen zdobył nagrodę Hundred Flowers Award w kategorii Best Actor podczas 30. edycji Hundred Flowers Awards, Zhou Xun i Betty Sun byli nominowani w kategorii Best Actress i Best Supporting Actress.